# エントアメーバ科
エントアメーバ科は動物の腸管内に寄生または片利共生する嫌気的なアメーバからなる科。この1科をもってエントアメーバ目を構成する。またかつては独自の綱や門に位置づけられたこともある。

## 特徴
鞭毛装置を一切もたないアメーバであり、シストの形成を行う。酸素呼吸をする典型的なミトコンドリアを持たず、それが著しく縮退したマイトソームとなっている。ペルオキシソームもない。

## 分類
古典的には肉質虫亜門葉状仮足綱無殻アメーバ亜綱アメーバ目管形亜目に所属しており、エントアメーバ属のほか、Endamoeba属、Endolimax属、ヨードアメーバ属(Iodamoeba)などから構成されていた。これらはいずれも動物の腸管の嫌気的な環境に寄生（または片利共生）するアメーバである。分子系統解析によってアメーバ動物門アーケアメーバ綱の所属となり、エントアメーバ目エントアメーバ科はエントアメーバ属のみとなった。Endolimax属とヨードアメーバ属はペロミクサ目マスチゴアメーバ科へ移り、Endamoeba属はアーケアメーバ綱の位置不詳となっている。

## 歴史
エントアメーバ科は1925年にエドゥアール・シャットンが設立した。ただしこの時期は、ヒトの腸管から見付かる寄生性アメーバの属名としてEntamoebaとEndamoebaのどちらが正しいのか議論が続いていた。1926年に動物命名法国際審議会はEntamoebaを無効とする主旨のOpinion 99を発行し、その結果エントアメーバ科も無効となりEndamoebidae科が用いられるようになった。もっともこれで議論が収まったわけではなく、このOpinionにしたがわない分類学者も多かった。最終的にOpinion 99は1954年に撤回され、それ以降ふたたびエントアメーバ科が用いられるようになっている。ただEndamoeba属とEndamoebidae科はアメリカ合衆国の医学界によく普及したため、その影響が今も残っていることがある。
エントアメーバ科の設立時には、エントアメーバ属、Endamoeba属、Endolimax属、二核アメーバ属(Dientamoeba)、ヨードアメーバ属の5属からなっていた。このうち二核アメーバは電子顕微鏡観察に基づき1974年にトリコモナス目モノセルコモナス科に移された。
トーマス・キャバリエ＝スミスが1983年にアーケゾア仮説を提唱した際にその中のアーケアメーバ類に組み入れられたが、まもなくミトコンドリアを二次的に喪失したものだと推測され、1991年に暫定的にペルコロゾア門に属する綱として、1993年には独立の門に位置づけられた。その後分子系統解析の情報が蓄積されるにしたがい再びアーケアメーバ類や粘菌との近縁性が指摘されるようになり、1997年にアメーバ動物門アーケアメーバ亜門に属する綱とされた。
アーケアメーバ内部での系統関係は長く議論が続いた。まず2004年に分子系統解析によってEndolimax属とEndamoeba属がEndolimacidae科として独立し、エントアメーバ科はペロミクサ目の所属となった。2013年にはヨードアメーバ属も外されて、エントアメーバ科はエントアメーバ属のみとなった。そして2016年にペロミクサ目との直接の系統関係が否定され、エントアメーバ目の所属となった。